# متحف الفنون والتقاليد الشعبية بالمنستير
متحف الفنون والتقاليد الشعبية بالمنستير هو متحف إثنوغرافي تونسي يقع في مدينة المنستير.

يعرض المتحف مجموعة من الصناعات التقليدية التي تشتهر بها ولاية المنستير من مصنوعات فاخرة كالنسيج والحرير والمعادن النفيسة والفخار والخشب، ولكن الملابس التقليدية والنسائية منها خاصة تكون إحدى أهم مجموعات المتحف.

## روابط خارجية
- متحف الفنون والتقاليد الشعبيّة بالمنستير نسخة محفوظة 19 سبتمبر 2018 على موقع واي باك مشين. على موقع وكالة إحياء التراث والتنمية الثقافية.